# Nederlandse kampioenschappen schaatsen afstanden 2017 - 500 meter vrouwen
De 500 meter vrouwen op de Nederlandse kampioenschappen schaatsen afstanden 2017 werd in december 2016 in ijsstadion Thialf te Heerenveen verreden, waarbij twintig deelneemsters startten.
Titelverdedigster was Margot Boer die de titel pakte tijdens de NK afstanden 2016. 

## Uitslag
| #      | Schaatsster          | tijd    |
| ------ | -------------------- | ------- |
| Goud   | Jorien ter Mors      | 0.38,48 |
| Zilver | Floor van den Brandt | 0.38,66 |
| Brons  | Anice Das            | 0.38,79 |
| 4      | Marrit Leenstra      | 0.38,90 |
| 5      | Bo van der Werff     | 0.39,14 |
| 6      | Suzanne Schulting    | 0.39,17 |
| 7      | Sanneke de Neeling   | 0.39,24 |
| 8      | Janine Smit          | 0.39,29 |
| 9      | Letitia de Jong      | 0.39,37 |
| 10     | Ireen Wüst           | 0.39,37 |
| 11     | Moniek Klijnstra     | 0.39,49 |
| 12     | Esmé Stollenga       | 0.39,49 |
| 13     | Isabelle van Elst    | 0.39,51 |
| 14     | Jutta Leerdam        | 0.39,53 |
| 15     | Leeyen Harteveld     | 0.39,98 |
| 16     | Tessa Boogaard       | 0.40,01 |
| 17     | Helga Drost          | 0.40,06 |
| 18     | Naomi Weeland        | 0.40,22 |
| 19     | Sanne van der Schaar | 0.40,24 |
| 20     | Roxanne van Hemert   | 0.40,43 |

Uitslag op
1987 · 
1988 · 
1989 · 
1990 · 
1991 · 
1992 · 
1993 · 
1994 · 
1995 · 
1996 · 
1997 · 
1998 · 
1999 · 
2000 · 
2001 · 
2002 · 
2003 · 
2004 · 
2005 · 
2006 · 
2007 · 
2008 · 
2009 · 
2010 · 
2011 · 
2012 · 
2013 · 
2014 · 
2015 · 
2016 · 
2017 · 
2018 · 
2019 · 
2020 · 
2021 · 
2022 · 
2023 · 
2024 · 
2025